# Mirosław Lenart
Mirosław Jerzy Lenart (ur. 27 kwietnia 1969 w Opolu) – prof. dr hab. nauk humanistycznych, mgr lic. teologii,  polski historyk literatury i teolog specjalizujący się w badaniach relacji polsko-włoskich.

## Życiorys naukowy
Absolwent II Liceum Ogólnokształcącego w Opolu. W 1994 ukończył studia magisterskie z teologii na Katolickim Uniwersytecie Lubelskim oraz studia magisterskie z filologii polskiej w Wyższej Szkole Pedagogicznej w Opolu. W 1997 otrzymał licencjat kanoniczny rzymski po odbyciu studiów doktoranckich na Wydziale Teologicznym Uniwersytetu Opolskiego. Od 1994 jest zatrudniony na Uniwersytecie Opolskim, gdzie obecnie pełni funkcję kierownika Katedry Badań nad Dziejami Kultury Pierwszej Rzeczypospolitej oraz kierownika Pracowni Literatury Epok Dawnych w Instytucie Nauk o Literaturze. W 2001 związał się z uniwersytetem w Padwie oraz innymi ośrodkami akademickimi we Włoszech, gdzie prowadził wykłady z literatury, historii kultury polskiej i języka. W latach 2006–2010 wykładał na stanowisku profesora kontraktowego historię kultury polskiej na Uniwersytecie Padewskim. Był pomysłodawcą powstania stowarzyszenia naukowego Accademia dei Rampanti, opartego na wzorcach akademii renesansowych, które kontynuuje tradycję podobnej organizacji, założonej w pierwszej połowie XVI wieku przez studentów polskich w Padwie. W stowarzyszeniu tym, działającym na terenie obecnej Prowincji Weneckiej, pełni funkcję rektora odpowiedzialnego za badania naukowe. Od 2012 do 2023 dyrektor Archiwum Państwowego w Opolu. W 2018 otrzymał tytuł profesora nauk humanistycznych. Zarządzeniem z 23 kwietnia 2018 został powołany przez Ministra Nauki i Szkolnictwa Wyższego do pełnienia funkcji przewodniczącego Zespołu do spraw inicjatyw podejmowanych z okazji jubileuszu 800-lecia Uniwersytetu w Padwie. Stale współpracuje z Papieskim Komitetem Nauk Historycznych w Watykanie (Pontificio Comitato di Scienze Storiche).
Członek wielu międzynarodowych towarzystw naukowych; m.in. od 2012 członek honorowy (w latach 2003–2011 członek zwyczajny) Societas Veneta per la Storia Religiosa (Padwa). Od 2012 członek zwyczajny Istituto per le Ricerche di Storia Sociale e Religiosa (Vicenza). Od 2011 członek Zarządu (Rettore) Accademia dei Rampanti (Padwa). Od 2010 członek zwyczajny Międzynarodowego Towarzystwa Naukowego „Fides et Ratio” (Kraków). Od 2008 członek zwyczajny Istituto per gli Incontri Culturali Mitteleuropei (Gorizia).
Redaktor naukowy licznych serii wydawniczych: Opera Extraordinaria, Opuscula Extraordinaria, Archiwalne Źródła Tożsamości, Natio Ultramontana. Commentarii et Studia, Natio Polona. Fontes et Studia.
W latach 2011–2016 członek Rady Programowej Telewizji Polskiej (Oddział w Opolu). Od 2015 członek Rady Muzeum Śląska Opolskiego w Opolu. Od 2020 członek Rady Archiwalnej przy Naczelnym Dyrektorze Archiwów Państwowych.
W latach 2023–2024 pełnił obowiązki dyrektora Instytutu Badań nad Renesansem i Barokiem im. Jana i Piotra Kochanowskich w Zamościu.

## Nagrody, odznaczenia, wyróżnienia
Dwukrotnie uhonorowany przez Opolską Izbę Gospodarczą: Srebrnym Laurem Umiejętności i Kompetencji w kategorii „Pro Publico Bono” (2013) oraz Złotym Laurem Umiejętności i Kompetencji w kategorii „Pro Publico Bono” (2021). W 2020 otrzymał nagrodę Karola Miarki. W 2012 odznaczony został Medalem Komisji Edukacji Narodowej. 
W 2023 r. otrzymał tytuł Zasłużonego Obywatela Miasta Opola, za promowanie historii miasta oraz zmianę wizerunku Archiwum Państwowego w Opolu, w okresie, gdy zarządzał tą instytucją. W tym samym roku, na wniosek Marszałka Województwa Opolskiego, Minister Kultury i Dziedzictwa Narodowego odznaczył Mirosława Lenarta srebrnym Medalem Zasłużony Kulturze Gloria Artis.

## Dorobek naukowy
Autor ponad stu publikacji, m.in. z literatury staropolskiej, historii Kościoła, historii wojskowości, liturgiki, a także przekładów z języka włoskiego.

### Lista wybranych publikacji

#### Monografie i edycje
Mirosław Lenart, Patavium, Pava, Padwa. Tło kulturowe pobytu Jana Kochanowskiego na terytorium Republiki Weneckiej, Instytut Badań Literackich PAN, Warszawa 2013 (Studia Staropolskie. Series Nova, tom XXXIII (LXXXIX)), s. 258.
Mirosław Lenart, Miles pius et iustus. Żołnierz chrześcijański katolickiej wiary w kulturze i piśmiennictwie dawnej Rzeczypospolitej (XVI-XVIII w.), Instytut Badań Literackich PAN, Warszawa 2009 Studia Staropolskie. Series Nova, TOM XXI (LXXVII), s. 365.
Mirosław Lenart, Polscy podróżnicy w padewskiej bazylice św. Justyny, Opole 2005, s. 104.
Mirosław Lenart, Spór duszy z ciałem i inne wierszowane spory w literaturze staropolskiej na tle tradycji średniowiecznej, Wydawnictwo Uniwersytetu Opolskiego, Opole 2002 (Studia i monografie, 299), s. 262.
Modlitwy kobiet „przyjaciela gwałtem potrzebujących”, czyli o zapomnianej parodii pobożności niewiast z przełomu XVIII i XIX w., oprac. M. Lenart, Opole 2015 (Opuscula Extraordinaria, 1), s. 96.

#### Redakcje książek
Alla guardia dello spirito e della fede. Il patriottismo polacco sul suolo italiano nei testi riproposti nel centenario della Battaglia di Varsavia (1920) e nel 25° anniversario della morte di padre Józef Maria (Innocenzo) Bocheński OP, a cura di M. Lenart, Wydawnictwo Uniwersytetu Opolskiego, Opole 2020.
Literatury i kultury. Studia i szkice pracowników Instytutu Nauk o Literaturze Uniwersytetu Opolskiego, red. M. Lenart, R. Wolny, Wydawnictwo Uniwersytetu Opolskiego, Opole 2020.
Mirosław Lenart, Marta Wojtkowska-Maksymik, Magdalena Wrana, Polacy przy grobie św. Antoniego w Padwie, część 1: Pamiątki, donacje, świadectwa kultu (wieki xvi–xix), Wydawnictwo Uniwersytetu Opolskiego, Opole 2019 (Natio Polona. Fontes et Studia, 2/1).
Polacy przy grobie św. Antoniego w Padwie, część 2: Kaplica polska (1896–2018), red. Mirosław Lenart, Wydawnictwo Uniwersytetu Opolskiego, Opole 2020 (Natio Polona. Fontes et Studia, 2/2).
Obedience and Authority. Obbedienza e Autorità, edited by Andrzej Gieniusz, Teresa Grabińska, Agnieszka Hennel-Brzozowska and Mirosław Lenart, Wydawnictwo «Scriptum», Kraków 2018.
Odra – rzeka wspomnień i wyzwań, red. Mirosław Lenart, Aleksandra Starczewska-Wojnar, cz. 1: Ocalone dla przyszłości. Odrzańska droga wodna: studia i materiały; cz. 2: Zatrzymane w nurcie czasu. Odra w obiektywie Jerzego Stemplewskiego, Opole 2018 (Archiwalne Źródła Tożsamości, 2).
Nunzio in una terra di frontiera. Achille Ratti, poi Pio XI, in Polonia (1918-1921) / Nuncjusz na ziemiach pogranicza. Achilles Ratti, późniejszy Pius XI, w Polsce (1918-1921), a cura di / red. Qurino Alessandro Bortolato, Mirosław Lenart, traduzione dei testi / tłumaczenie tekstów: Magdalena Wrana, Luca Palmarini, Silvia Malengo, Barbara Lenart, Mirosław Lenart, LEV: Città del Vaticano 2017 (Pontificio Comitato di Scienze Storiche – Atti e Documenti 47; Opera Extraordinaria 10).
Corti rinascimentali extraurbane. Un modello di cultura tra Italia e Polonia. Atti del Convegno Internazionale (Altivole – Castelfranco Veneto – Maser – Vedelago – Mira – Padova – Luvigliano 16-18, settembre 2013). Podmiejskie dwory renesansowe. Wzorzec kulturowy we Włoszech i w Polsce. Materiały międzynarodowej konferencji naukowej (Altivole – Castelfranco Veneto – Maser – Vedelago – Mira – Padova – Luvigliano 16–18 września 2013), a cura di / red. Mirosław Lenart, Magdalena Wrana, Archiwum Państwowe w Opolu, Accademia dei Rampanti: Padova-Opole 2016 r. (Archiwalne źródła tożsamości, 1; Natio Ultramontana. Commentarii et Studia, 1).
Marian Wańczowski, Na krawędzi prześwitu, Wybór tekstów teoretycznych autora z lat 1971–2000, wydany z okazji 80-lecia urodzin Autora, red. Adrian Gleń, Mirosław Lenart, Wydawnictwo Uniwersytetu Opolskiego: Opole 2016.
Sens humanistyki dzisiaj, red. Jerzy Brzozowski, Agnieszka Hennel-Brzozowska, Mirosław Lenart, Wydawnictwo «Scriptum», Kraków 2016.
Genealogia dei desideri. Pio X nella memoria del popolo dell’Alta Slesia / Genealogia pragnień. Pius X w pamięci ludności Górnego Śląska, a cura di Miroslaw Lenart e Gianpaolo Romanato / red. Mirosław Lenart, Gianpaolo Romanato, Libreria Editrice Vaticana: Città del Vaticano, 2015 (Pontificio Comitato di Scienze Storiche, 38; Atti e Documenti Opera extraordinaria, 5)
„Kto ojczyźnie swej służy sam sobie służy”. Pamiątka obchodów czterechsetlecia śmierci Piotra Skargi, red. Mirosław Lenart, Archiwum Państwowe w Opolu: Opole 2014 (Opera Extraordinaria, 4).
Otwarty skarbiec pamięci. Studia Zespołu Archiwum Państwowego w Opolu zebrane z okazji 60-lecia powstania instytucji, część pierwsza: Niezmienność idei i przemiany w cyklach czasu, red. Mirosław Lenart, materiał audiowizualny przygotował i opracował Sławomir Marchel, Archiwum Państwowe w Opolu, Opole. 2013 (Opera Extraordinaria, 1).
Otwarty skarbiec pamięci. Studia Zespołu Archiwum Państwowego w Opolu zebrane z okazji 60-lecia powstania instytucji, część druga: Bogactwo zasobu i przygoda poznania, red. Mirosław Lenart, Archiwum Państwowe w Opolu, Opole. 2013 (Opera Extraordinaria,1).